# Деніел Джеймс
Деніел Джеймс (англ. Daniel James; нар. 10 листопада 1997, Кінгстон-апон-Галл) — валлійський футболіст, фланговий півзахисник клубу «Лідс Юнайтед».
Виступав, зокрема, за клуби «Свонсі Сіті» та «Манчестер Юнайтед», а також національну збірну Уельсу.

## Клубна кар'єра
Народився 10 листопада 1997 року в місті Йоркшир. Вихованець юнацьких команд футбольних клубів «Галл Сіті» та «Свонсі Сіті».
У дорослому футболі дебютував 2016 року виступами за команду «Свонсі Сіті». 
Протягом 2017 року захищав кольори клубу «Шрусбері Таун» на правах оренди.
До складу «Свонсі Сіті» повернувся 2017 року.
12 червня 2019 року, Деніел перейшов до складу «Манчестер Юнайтед» за 15 млн фунтів стерлінгів підписавши з клубом п'ятирічний контракт. Дебютував за новий клуб в переможному матчі проти «Челсі» (4:0), замінивши Андреаса Перейру на 72-й хвилині. В цьому ж матчі забив свій перший гол за «Манчестер Юнайтед».

## Виступи за збірні
2013 року дебютував у складі юнацької збірної Уельсу, взяв участь у 13 іграх на юнацькому рівні, відзначившись 3 забитими голами.
Протягом 2016–2018 років залучався до складу молодіжної збірної Уельсу. На молодіжному рівні зіграв у 14 офіційних матчах, забив 1 гол.
2018 року дебютував в офіційних матчах у складі національної збірної Уельсу.

## Статистика виступів

### Статистика клубних виступів
Станом на 27 лютого 2020
| Клуб                     | Сезон             | Ліга              | Ліга | Ліга  | Кубок | Кубок | Кубок ліги | Кубок ліги | Єврокубки | Єврокубки | Інші змагання | Інші змагання | Усього | Усього |
| Клуб                     | Сезон             | Дивізіон          | Ігор | Голів | Ігор  | Голів | Ігор       | Голів      | Ігор      | Голів     | Ігор          | Голів         | Ігор   | Голів  |
| ------------------------ | ----------------- | ----------------- | ---- | ----- | ----- | ----- | ---------- | ---------- | --------- | --------- | ------------- | ------------- | ------ | ------ |
| «Свонсі Сіті»            | 2015–16           | Прем'єр-ліга      | 0    | 0     | 0     | 0     | 0          | 0          | —         | —         | —             | —             | 0      | 0      |
| «Свонсі Сіті»            | 2016–17           | Прем'єр-ліга      | 0    | 0     | 0     | 0     | 0          | 0          | —         | —         | —             | —             | 0      | 0      |
| «Свонсі Сіті»            | 2017–18           | Прем'єр-ліга      | 0    | 0     | 1     | 1     | —          | —          | —         | —         | —             | —             | 1      | 1      |
| «Свонсі Сіті»            | 2018–19           | Чемпіоншип        | 33   | 4     | 4     | 1     | 1          | 0          | —         | —         | —             | —             | 38     | 5      |
| «Свонсі Сіті»            | Усього            | Усього            | 33   | 4     | 5     | 2     | 1          | 0          | —         | —         | —             | —             | 39     | 6      |
| «Шрусбері Таун» (оренда) | 2017–18           | Перша ліга        | 0    | 0     | 0     | 0     | 0          | 0          | —         | —         | 0             | 0             | 0      | 0      |
| «Манчестер Юнайтед»      | 2019–20           | Прем'єр-ліга      | 26   | 3     | 2     | 0     | 4          | 0          | 3         | 0         | —             | —             | 35     | 3      |
| Усього за кар'єру        | Усього за кар'єру | Усього за кар'єру | 59   | 7     | 7     | 2     | 5          | 0          | 3         | 0         | 4             | 1             | 78     | 10     |